# Varrel (Stuhr)
Varrel is een plaats in de Duitse gemeente Stuhr, deelstaat Nedersaksen, en telt 4561 inwoners (2005).

Het dorp komt in 1289 voor het eerst in een document voor, onder de naam Verlebrinc.
Varrel bestaat sedert plm. 1970 grotendeels uit woonwijken voor forenzen die in de buursteden Delmenhorst of Bremen werken.
In het dorp staat een in 1980 gerenoveerd landgoed (Gut Varrel) rondom een voormalig kasteel, waar een dorpshuis annex cultureel centrum in gevestigd is.

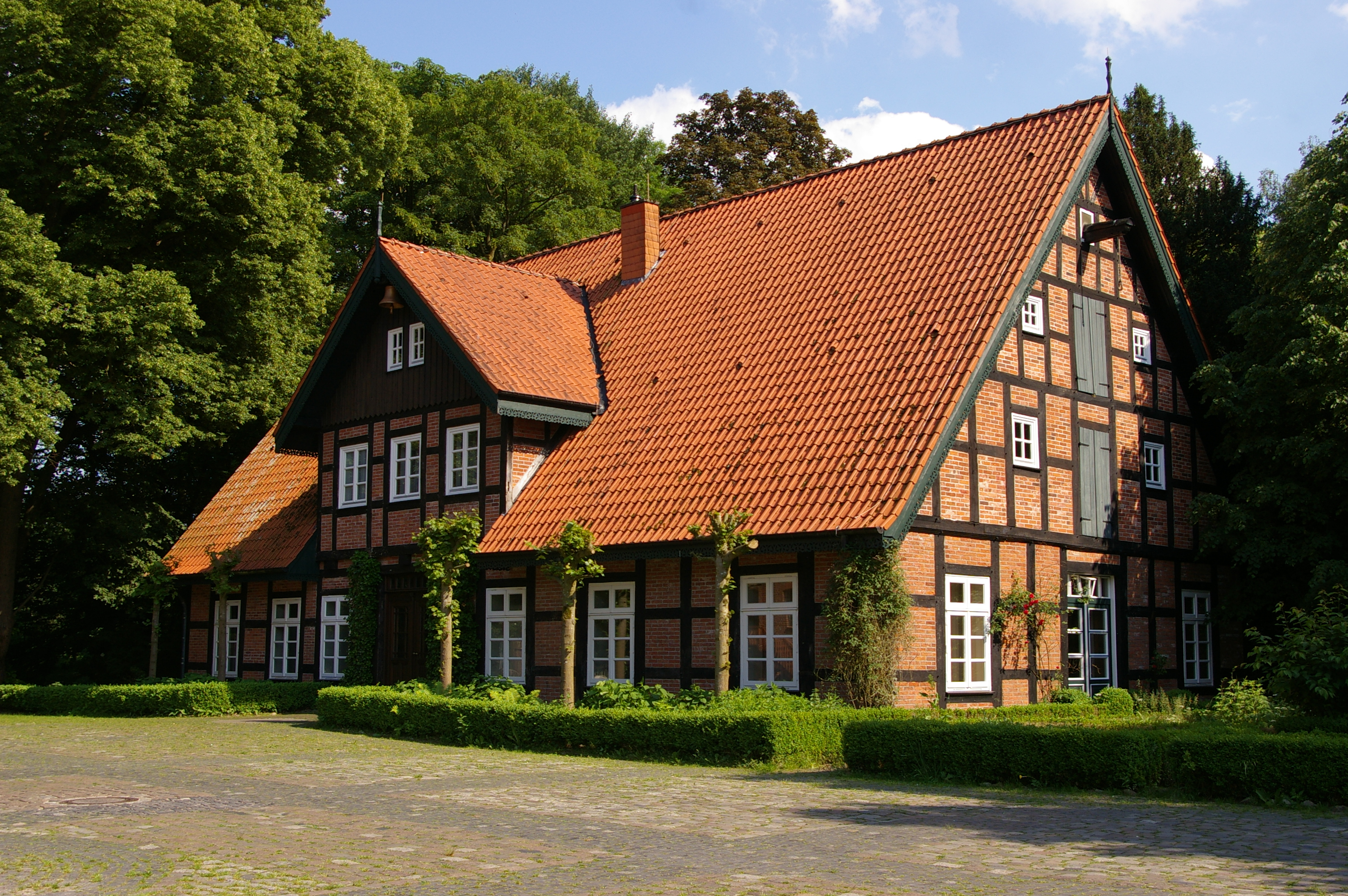
Gut Varrel (bouwjaar plm. 1800; cultureel centrum)
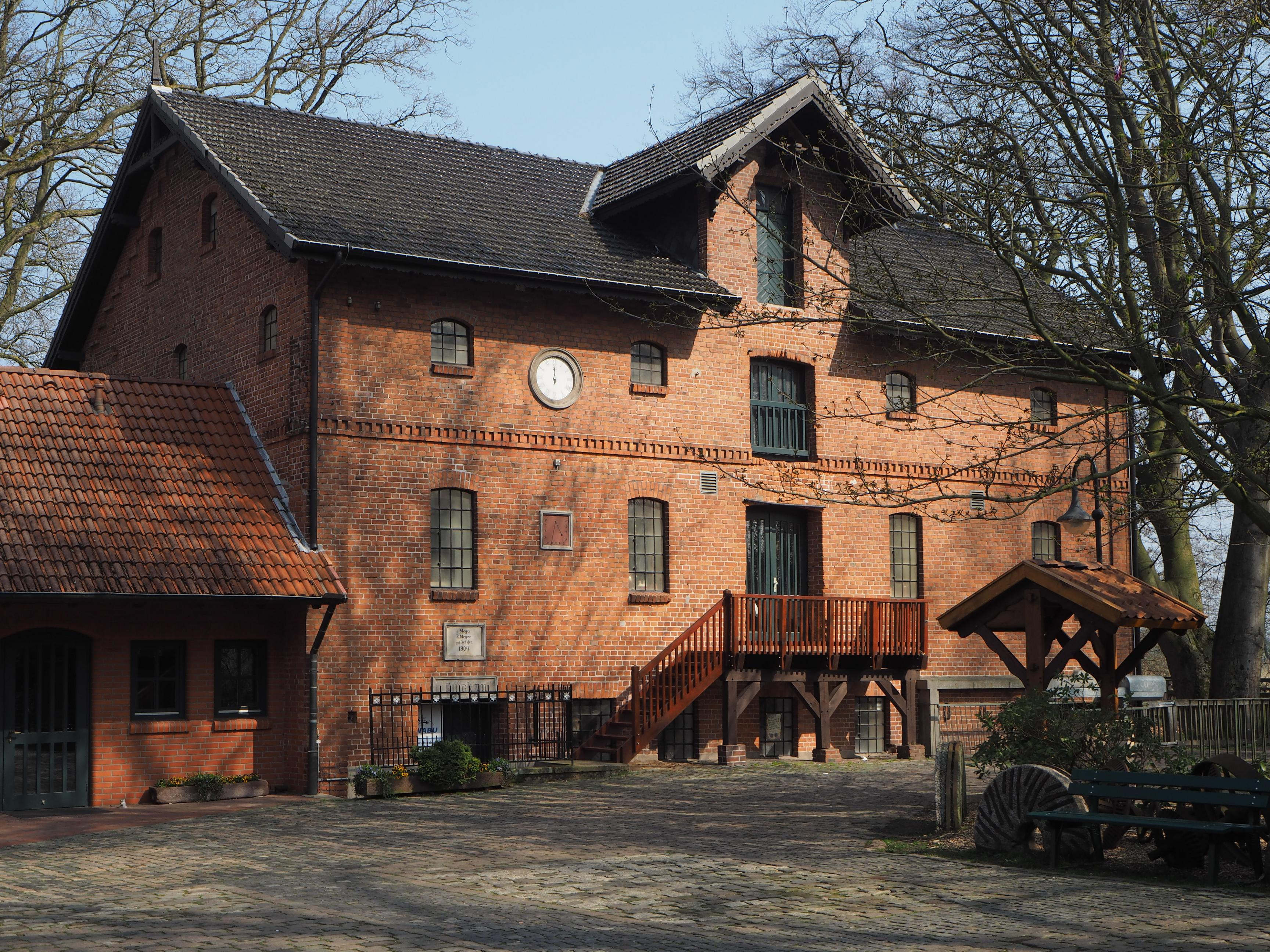
Watermolen (1904) bij dit complex
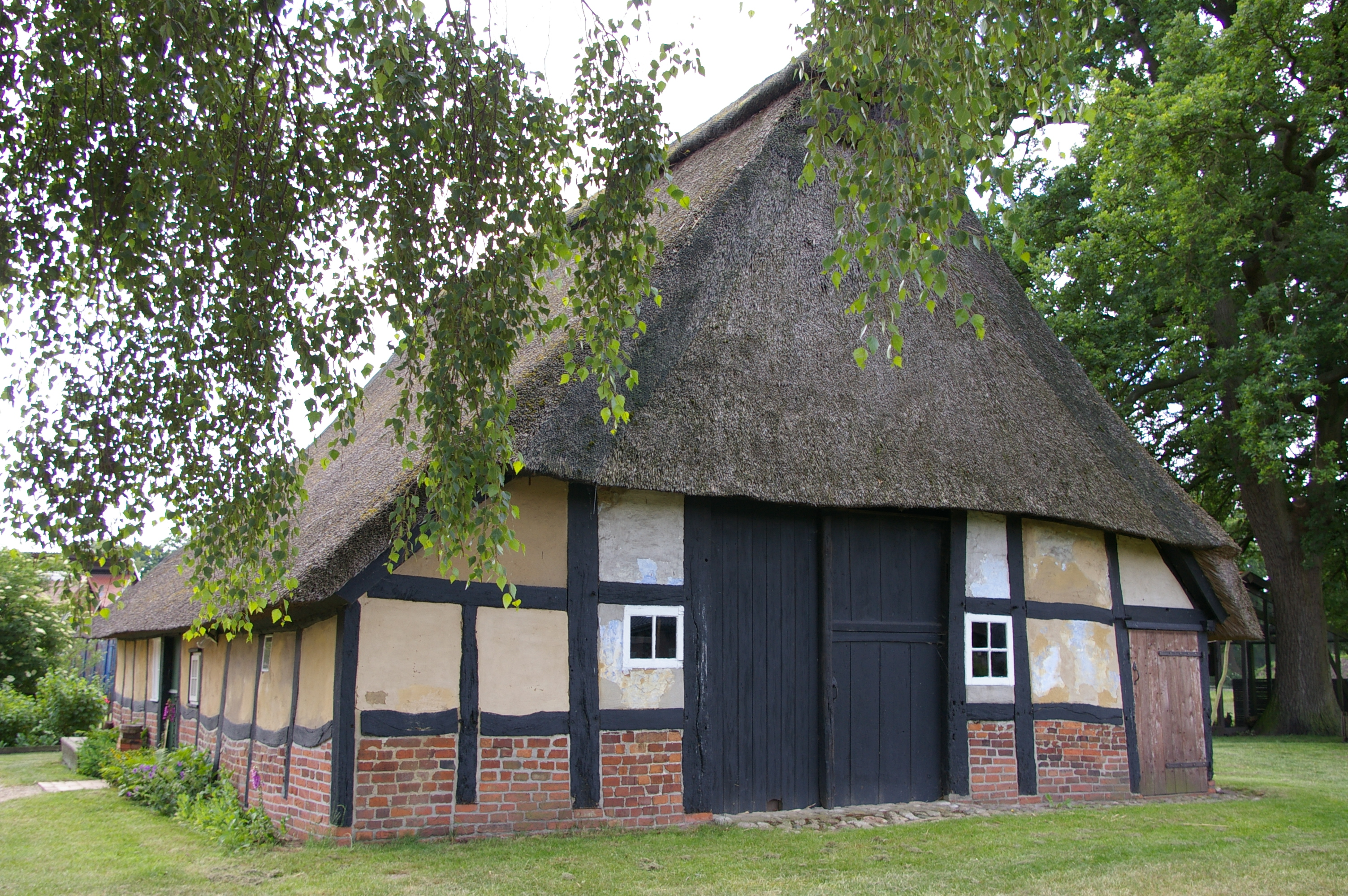
Rauchhaus (plm. 1830)

Het oudste huisje van het dorp, buiten het landgoed, is een zogenaamd Rauchhaus, een huis, waarin de rook van de haard blijft hangen, en alleen via openingen in de buitenwanden of het dak kan worden afgevoerd, omdat er geen schoorsteen is. Het was nog tot kort na de Tweede Wereldoorlog een daglonerswoninkje (Heuerlinghaus).